# Université du Kentucky
L'université du Kentucky (en anglais University of Kentucky ; en abrégé UK), est une université publique située dans la ville de Lexington, dans l'État du Kentucky.  Fondée en 1865 par John Bowman en tant que Collège en Mécanique et en Agriculture du Kentucky (Agricultural and Mechanical College of Kentucky), l'université est la plus importante du Kentucky en termes d'étudiants (26 383 inscrits) et d'enseignants (1685) est aussi l'université de recherche de l'état la mieux classée selon U.S. News & World Report.
L'université est décomposée en 16 collèges. Elle propose 93 programmes de type undergraduate, 99 de type master, 66 de type doctorat ainsi que 4 programmes professionnels. L'université dispose de 15 bibliothèques dont la plus grande se nomme William T. Young Library. La dotation de l'université se monte en 2007 à 831,8 millions $.

## Histoire

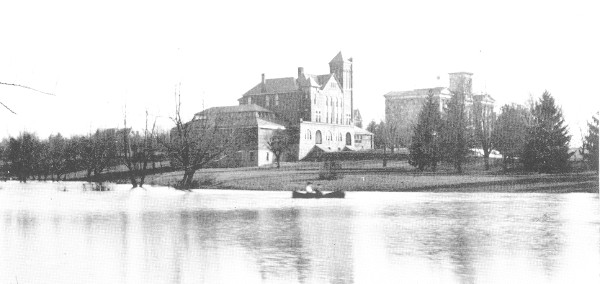
Le premier campus.

John Bowman fonda l'Agricultural and Mechanical College of Kentucky (A&M) en 1865 grâce à des fonds fédéraux débloqués par les lois Morrill Land-Grant Acts.
En 1876, l'institution scolaire commença à proposer des programmes de Masters. En 1878, l'institution se divisa en deux parties dont une est aujourd'hui l'université Transylvania. La ville de Lexington offrit alors un terrain de 21 hectares à l'école. Ce terrain est celui où se trouve le campus actuel. A&M ne commença à admettre des femmes qu'à partir de 1880. En 1880, les couleurs officielles (bleu royal et blanc) furent adoptées. 
Le 15 février 1882, le bâtiment principal de l'université fut achevé. Le premier dortoir pour femme nommé Patterson Hall fut construit  en 1904. En 1908, l'école fut renommée en University, Lexington, Kentucky" en obtenant le statut d'université. En 1916, elle obtint son nom actuel de "University of Kentucky".
En 1912, la graduate school ouvrit ses portes en proposant des formations de bacheliers, de masters, de doctorates et d'ingénieur en construction, en mécanique et des ingénieurs des Mines. Le collège de commerce apparut quant à lui en 1925 et se nomme aujourd'hui Gatton College of Business and Economics.
En 1924, le Memorial Hall fut achevé et dédié aux 2756 soldats du Kentucky tués durant la première guerre mondiale. La bibliothèque Margaret I. King Library ouvrit ses portes en 1931. Le premier afro-américain du nom de Lyman T. Johnson entre en 1949.
Le travail de construction de Albert B. Chandler Hospital débute en 1955 lorsque l'état décida de créer un hôpital lié à une section en médicine nommée University of Kentucky College of Medicine.
Il lui a fallu 5 ans pour que le collège de médecine et l'école d'infirmiers ouvrent ses portes, suivis en 1962 par le collège de dentisterie.

## Bibliothèques
L'université possède 15 bibliothèques:
- Agricultural Information Center
- Chemistry-Physics Library
- Design Library
- Distance Learning Library Services
- Education Library
- Geological Sciences Library
- Law Library
- Library Link at the Patterson Office Tower
- Lucille Caudill Little Fine Arts Library and Learning Center
- Mathematical Sciences Library
- Medical Center Library
- Shaver Engineering Library
- Special Collections and Digital Programs
- William T. Young Library

## Collèges

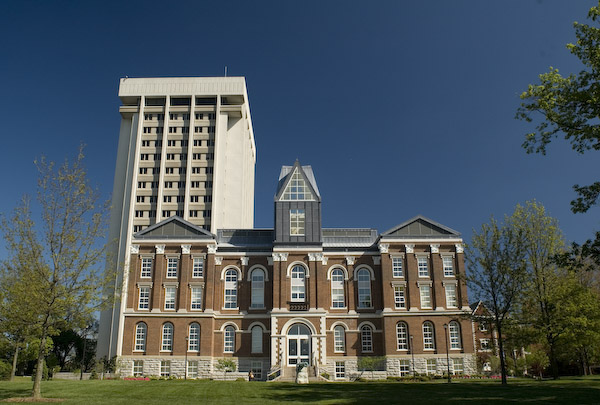
Le bâtiment principal de l'université et la tour Patterson Office Tower au fond.

- College of Agriculture, Food, and Environment
- College of Arts and Sciences
- College of Communications & Information Studies
- College of Dentistry
- College of Design
- College of Education
- College of Engineering
- College of Fine Arts
- College of Health Sciences
- College of Law
- College of Medicine
- College of Nursing
- College of Pharmacy
- College of Public Health
- College of Social Work
- Gatton College of Business and Economics
- Patterson School of Diplomacy and International Commerce
- Martin School of Public Policy and Administration